# かねこはりい
かねこ はりい（1969年8月26日 - ）は、日本の俳優、声優。希楽星所属。東京都出身。旧芸名は金子 はりい。希楽星でのプロフィールでの表記はカネコ ハリー。
シェイクスピア劇団に入り、ウィリアム・シェイクスピアの演劇作品に数多く出演。劇団退団後はフリーの舞台俳優・声優として活動し、2006年にペルビスミュージックに所属する。
声種はテノール。

## 出演

### テレビアニメ
1996年
- るろうに剣心 -明治剣客浪漫譚-（山縣有朋、隊長、官僚）

1998年
- こちら葛飾区亀有公園前派出所（1998年 - 2004年、ケペル大佐〈初代〉、警視総監、沢木、三好不清海入道、安倉健、流星一徹 他）

1999年
- ビーストウォーズネオ 超生命体トランスフォーマー（ガイルダート）
- ビックリマン2000（タフ鎧、W仏KING）
- メダロット（シオカラ）

2000年
- トランスフォーマー カーロボット（ドルレイラー）
- 遊☆戯☆王デュエルモンスターズ（闇のプレイヤーキラー）

2001年
- Dr.リンにきいてみて!（悪霊、邪悪）
- 破壊魔定光（バンチョー）

2002年
- 真・女神転生Dチルドレン ライト&ダーク（ザベル、ミノタウロス）
- テニスの王子様（ボビー・マックス、医師）
- 満月をさがして（編集長）
- ボンバーマンジェッターズ（2002年 - 2003年、グランボンバー、MA7）

2003年
- GUNSLINGER GIRL（ボス）

2004年
- 吟遊黙示録マイネリーベ（リヒテンシュタイン公爵）
- 陸奥圓明流外伝 修羅の刻（宍戸梅軒、高田又兵衛、老年宮本伊織、榎本武揚）
- 遊☆戯☆王デュエルモンスターズGX（大原進）

2005年
- ジパング（リッチモンド・ターナー）

2006年
- おねがいマイメロディ 〜くるくるシャッフル!〜（ヤギの漫画家）
- 家庭教師ヒットマンREBORN!（ディーノの父、ターメリック）
- 吟遊黙示録マイネリーベwieder（リヒテンシュタイン公爵）
- 妖怪人間ベム（第2作）（グイン・アブ・ニーズ）

2007年
- Saint October（スタルク、署長）

2008年
- 遊☆戯☆王5D's（ドボックル）

2016年
- こちら葛飾区亀有公園前派出所 THE FINAL 両津勘吉 最後の日（警視総監）

### OVA
- R.O.D -READ OR DIE-（2001年、オットー・リリエンタール）
- るろうに剣心 -明治剣客浪漫譚- 星霜編（2001年、山縣有朋）

### 劇場アニメ
- るろうに剣心 -明治剣客浪漫譚- 維新志士への鎮魂歌（1997年、山縣有朋）
- 劇場版 NARUTO -ナルト- 大活劇!雪姫忍法帖だってばよ!!（2004年、冬熊ミゾレ）
- アジール・セッション（2009年、ジン[4]）

### ゲーム
2001年
- 機甲兵団 J-PHOENIX（バックス・F・フランツ）
- GetBackers-奪還屋-（卍サラリーマン）

2002年
- ボンバーマンジェッターズ（グランボンバー）

2003年
- ゲゲゲの鬼太郎 異聞妖怪奇譚
- ゲゲゲの鬼太郎 逆襲!妖魔大血戦（フランケンシュタイン[要出典]）

2004年
- GUNSLINGER GIRL vol.1（ヴェロッキオ大佐）
- ナルティメットヒーロー2（冬熊ミゾレ）

2006年
- 任侠伝 渡世人一代記（相撲の政、山岡鉄舟）

2009年
- ぼ〜そ〜恋娘（川掘大輔）

2012年
- ヒメヒメ ぶっきんぐ!（大きすぎる獣）

2014年
- 進め! 闇魔法結社（ゴゾビット[5]）

### 特撮
2010年代
- ウルトラゼロファイト 第二部（2012年、テンペラー星人・極悪のヴィラニアスの声）
- ウルトラマン列伝（2013年、テンペラー星人・極悪のヴィラニアスの声）
- ウルトラマンギンガ（2013年、ウルトラの父の声）
- 新ウルトラマン列伝（2014年、テンペラー星人・極悪のヴィラニアスの声、分身宇宙人ガッツ星人ボルスト〈SD〉の声）
- ウルトラマンギンガS（2014年、分身宇宙人ガッツ星人ボルスト〈SD〉の声）
- ウルトラマンX（2015年、宇宙商人マーキンド星人の声、「激撮！Xio密着24時」番組ナレーション）
- ウルトラマンオーブ（2016年、本部からの声）
- ウルトラマンジード（2017年、バド星人の声）
- ウルトラマンR/B（2018年、バド星人の声）

2020年
- ウルトラマンZ（バラバの声）
- ウルトラギャラクシーファイト（2020年 - 2022年、レイバトスの声、モルド・スペクターの声） - 2シリーズ

2023年
- ウルトラマンレグロス ファーストミッション（レイブラッド星人の声、レイバトスの声）

### 映画
- 20世紀少年 最終章 ぼくらの旗（2009年、キャスター・街宣の声）
- アタック・オブ・ザ・ジャイアントティーチャー（2019年9月15日、石井良和監督）山本正役[6]

### 舞台
- じゃじゃ馬ならし
- 十二夜
- 夏の夜の夢
- ヴェニスの商人
- 冬物語
- マクベス
- リア王
- ロミオとジュリエット
- LED「仮面舞盗会〜序ノ舞・終ノ舞」（2010年10月7日 - 10月11日、エコー劇場）
- ウルトラマンフェスティバル2018 ライブステージ（2018年） - ウルトラの父の声

### ネット配信
- トライスクワッド ボイスドラマ（2019年、山賊の声）
- ウルトラヒーローズEXPO2022 サマーフェスティバル ボイスドラマ（2022年、レイブラッド星人の声）

### シリーズ一覧
1. ↑  第2作『大いなる陰謀』（2020年）、第3作『運命の衝突』（2021年 - 2022年）